# Hamza Abdi Barre
Hamza Abdi Barre (en somalí: Xamse Cabdi Barre, en árabe: حمزة عبد بري‎; Kismayo, 1972) es un político somalí, actual primer ministro de Somalia, desde el 15 de junio de 2022.
Así mismo, es miembro de la Cámara del Pueblo del Parlamento Federal de Somalia desde el 28 de abril de 2022, en representación del distrito electoral de Afmadow en la Región de Jubbada Dhexe.

## Biografía

### Primeros años y educación
Hamza nació en Kismaayo, Región de Jubbada Hoose, en la rama de Ogaden del clan Darod. Realizó su educación primaria en el país y después completó su licenciatura en la Universidad de Ciencia y Tecnología de Saná, en Yemen, en 2001.
Entre 2003 y 2004, se desempeñó como Director Ejecutivo de la Red de Educación Privada Formal en Somalia (FPENS), una escuela en Mogadiscio y en agosto de 2005, ayudó a fundar la Universidad de Kismayo. En 2009, recibió su maestría de la Universidad Islámica Internacional, de Malasia. Después de obtener su título de maestría y antes de iniciar su carrera política, pasó muchos años como educador en Kismayo y Mogadiscio, incluso se convirtió en profesor titular en la Universidad de Mogadiscio.

### Carrera política
Miembro del Partido Unión por la Paz y el Desarrollo, ha ocupado varios cargos en el Gobierno Federal de Somalia: De 2014 a 2015 fue asesor administrativo del Gobernador de la Región de Benadir y, más tarde, del Alcalde de Mogadiscio, Hassan Mohamed Hussein. También se desempeñó como asesor principal del Ministerio de Asuntos Constitucionales y Federalismo.
Antes de ser primer ministro, ganó relevancia como secretario general del Partido Paz y Desarrollo bajo la presidencia de Mohamud de 2011 a 2017, y como presidente de la Comisión Electoral de Jubbaland de 2019 a 2020 bajo la presidencia de Mohamed Abdullahi Mohamed.
El 15 de junio de 2022 fue designado como primer ministro de Somalia por el presidente Mohamud - elegido un mes antes -, obteniendo el respaldo del Parlamento el 25 de junio.